# 2015 KG172
2015 KG172 est un objet transneptunien, étant au moment de sa découverte l'un des 50 corps les plus éloignés connus du système solaire.